# Cherán (kommun)
Cherán är en kommun i Mexiko.   Den ligger i delstaten Michoacán de Ocampo, i den södra delen av landet, 300 km väster om huvudstaden Mexico City.
Följande samhällen finns i Cherán:
- Cherán
- Casimiro Leco